# Werdervorstadt
Die Werdervorstadt ist ein Stadtteil der mecklenburg-vorpommerschen Landeshauptstadt Schwerin.

## Lage
Der Stadtteil befindet sich in zentraler Lage östlich des Ziegelinnensees und südlich des Ziegelaußensees. Im Osten und im Süden grenzt der Schweriner Innensee an die Werdervorstadt. Außerdem wird der Heidensee durch den Stadtteil umschlossen.
Die Werdervorstadt liegt zwischen den Stadtteilen Schelfwerder, Altstadt, Schelfstadt und Lewenberg  (Im Norden beginnend im Uhrzeigersinn).

## Name
Der Namensteil Werder weist ähnlich wie beim Nachbarstadtteil Schelfwerder auf eine erhöhte Landfläche hin, die von einem Gewässer oder feuchten Landstrichen umgeben ist.

## Geschichte

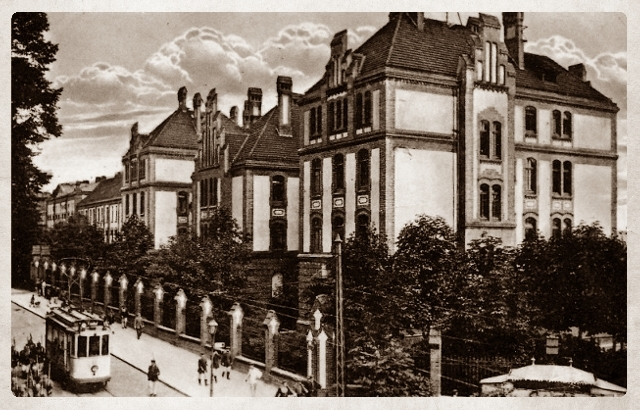
1905: Werder-Kaserne, Blick auf das Quartiershaus III, später Mannschaftshaus III

1832 wird die damalige Neustadt (heute Schelfstadt) mit zu Schwerin eingebürgert. Die Werdervorstadt gehörte als Feldmark dazu.
Bis Mitte des 20. Jahrhunderts war der Stadtteil nur gering bebaut. Ab Mitte des 20. Jahrhunderts bis hinein ins 21. Jahrhundert änderte sich das Aussehen der Werdervorstadt und es wurde durch Baugebiete erschlossen.
Die Werder-Kaserne, Walter-Rathenow-Straße 2a, wurde bis 1904 für das Militär des Großherzogtums Mecklenburg-Schwerin gebaut. Die Infanterie-Kaserne ist heute Sitz des Landeskommandos Mecklenburg-Vorpommern der Bundeswehr.

## Sehenswertes
- Schweriner See
- Heidensee
- Ziegelsee
- Speicher Ziegelsee von 1939, heute Speicher-Hotel und Restaurant
- Werder-Kaserne von 1909
- Güstrower Torhäuser von 1840 bis 1848
- Alte Brauerei Schwerin als Stadtquartier

## Verkehr
Durch den Stadtteil verläuft die Bundesstraße 104, die in der Werdervorstadt als Güstrower Straße, Werderstraße und Knaudtstraße benannt ist. Die B104 führt in nördlicher Richtung zum Stadtteil Schelfwerder und darüber hinaus bis zur A14 und nach Güstrow. In westliche Richtung führt die B104 über die Knaudtstraße weiter ins Zentrum Schwerins und zum Obotritenring.  
Darüber hinaus verfügt der Stadtteil über viele Bootshäuser an den Ufern der verschiedenen Seen. In der Werdervorstadt gibt es 39 Straßen und 642 Häuser mit 2748 Wohnungen.